# Pont-canal de Liverdun
Le pont-canal de Liverdun était un pont-canal  du canal de la Marne au Rhin, qui traversait la Moselle sur 175 mètres à Liverdun dans la région Grand Est, avec une portée de 175 mètres. Conçu par l'ingénieur Charles Étienne Collignon, Il fut construit de 1841 à 1845 et était constitué de 12 arches (10 arches en plein cintre de 13 mètres d'ouverture et 2 arches sur rives de 3 mètres de passage). La hauteur d'eau dans l'ouvrage était de 2,10 mètres.
Il avait la particularité d'offrir deux voies latérales destinées aux promeneurs et cyclistes. Jusqu'en 1905, il constituait l'unique passage permettant de traverser la Moselle à Liverdun. Il sera élargi en 1957 afin de permettre le croisement de deux péniches.
Sa désaffectation fut décidée, car il était devenu un obstacle à l’ouverture, en 1964, de la Moselle canalisée à grand gabarit qui a supplanté la Moselle sauvage.
Le 26 juillet 1978, de puissants explosifs le détruisaient devant une foule encadrée par 50 gendarmes,.